# Arthroleptella hewitti
Arthroleptella hewitti е вид жаба от семейство Pyxicephalidae. Видът е незастрашен от изчезване.

## Разпространение
Разпространен е в Южна Африка.